# زمین‌لرزه ۱۳۰۸ بجنورد
زمین‌لرزه بجنورد یا کُپه‌داغ در تاریخ ۱ مه ۱۹۲۹ میلادی، برابر با ‎۱۱ اردیبهشت ۱۳۰۸، ساعت ۱۵:۳۷:۳۷ به زمان یوتی‌سی در مرز ایران و ترکمنستان ، منطقه کپه‌داغ رخ داد. ژرفای این زلزله ۲۵ کیلومتر بود. بزرگی آن ۷٫۱ در مقیاس Mw اعلام شده‌است. زمین‌لرزه به وقت محلی در روز چهارشنبه، ساعت ۲۰ روی داده و منطقه زمانی آن یوتی‌سی +۵ بوده‌است .
سازمان زمین‌شناسی آمریکا نیز جای این زمین‌لرزه را در مختصات ۳۷°۴۸′شمالی ۵۷°۳۶′شرقی / ۳۷٫۸°شمالی ۵۷٫۶°شرقی و بزرگی آنرا برابر با ۷٫۴ در مقیاس ریشتر اعلام کرده‌است. ژرفای گزارش شده از سوی این سازمان ۵۰ کیلومتر می‌باشد.
شمار کشتگان زلزله حدود ۳۲۵۷ نفر بوده‌است.تعداد زخمیان ۱۱۲۱ نفر برآورده شده‌است.